# Carl Garrè
Carl Alois Philipp Garrè, född 11 december 1857 i Ragaz, kantonen Sankt Gallen, död 6 mars 1928 i Puerto de la Cruz, var en schweizisk kirurg.
Garrè blev medicine doktor i Bern 1882, docent i kirurgi i Basel 1886, extra ordinarie professor i kirurgi i Tübingen 1889 och ordinarie professor i Rostock 1894. Därifrån kallades han 1901 till Königsberg, 1905 till Breslau och var 1907-26 professor i Bonn. 
Garrè bearbetade en mängd kirurgiska spörsmål i ett stort antal avhandlingar och utgav  Grundriss der Lungenchirurgie (tillsammans med Heinrich Quincke, andra upplagan 1912), Lehrbuch der Nierenchirurgie ( tillsammans med Oskar Ehrhardt, 1907), Handbuch de praktischen Chirurgie (tillsammans med Paul von Bruns och Hermann Küttner, fjärde upplagan i fem band, 1913-14) samt Lehrbuch der Chirurgie (tillsammans med August Borchard, 1920).